# بيل باتلر (لاعب كرة قاعدة أمريكي)
بيل باتلر (بالإنجليزية: Bill Butler)‏ هو لاعب كرة قاعدة أمريكي، ولد في 1861 في نيو أورلينز في الولايات المتحدة، وتوفي بنفس المكان في 9 مايو 1895.